# 7,65 mm Browning

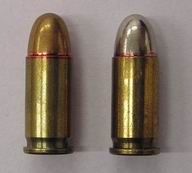
Náboje 7,65 mm Browning / .32 ACP – vlevo standardní, vpravo armádní poniklovaný

Pistolový náboj 7,65 mm Browning byl vyvinut konstruktérem Johnem Browningem pro použití v poloautomatických pistolích. Na trh byl uveden v roce 1899 firmou Fabrique Nationale společně s pistolí Browning 1900. Podobně jako v případě náboje 6,35 mm Browning jej v roce 1903 na americký trh uvedla firma Colt pod označením .32 Automatic, nověji .32 ACP (Automatic Colt Pistol). Náboje s těmito názvy jsou proto identické a jejich značení (a značení na zbraních pro ně laborovaných) vychází z toho, zda byly vyrobeny v Evropě či na americkém kontinentu. Jedná se o rozšířený a oblíbený náboj, vyráběný všemi hlavními výrobci střeliva.
Náboj byl zkonstruován pro první samonabíjecí pistole s neuzamčeným závěrem. Ale existují na něj konstruované pistole s uzamčeným závěrem.

## Specifikace
| Průměrná hmotnost střely | 4–5 gramů (62–77 grainů) |
| Průměrná úsťová rychlost | 280–320 m/s              |
| Průměrná úsťová energie  | 165–240 J                |
| Průměr střely            | 7,94 mm (0.3125")        |
| Délka nábojnice          | 17.3 mm (0.680")         |
| Celková délka náboje     | 25 mm (0.984")           |

Některé základní rozměry náboje podle mezinárodního předpisu CIP se od verze .32 ACP popsaném v americkém předpisu SAAMI v drobných detailech liší. Z funkčního pohledu jde o zaměnitelný náboj.

### Výkon
Náboj 7,65 mm Browning je kompaktní a lehký, ale s krátkým dostřelem a nižší zastavovací schopností. Zbraně, které jsou na něj komorované, jsou často ceněny pro svoji kompaktnost a v porovnání se zbraněmi větších ráží celkem nízkou hmotností. Kvůli nižšímu výkonu a zastavovacímu účinku není obecně už považován za dostatečný pro účely sebeobrany. Někteří střelci ho naopak stále považují za nejvhodnější pro sebeobranu (např. při použití expanzního střeliva).
Pokud by se udělovala cena za nejničemnější náboj, byla by ráže 7,65 Browning nejnadějnějším kandidátem.
Law enforcement handgun digest (1973), 

## Příklady zbraní komorovaných na tento náboj
- Beretta
  - Beretta 3032 Tomcat
  - Beretta M1934
  - Beretta 70
- Browning 1900
- FN Model 1910 a 1910/22
- Cobra Arms of Utah, Inc. Standard Series Derringer
- Colt Model 1903 Pocket Hammerless
- samopal Vz. 61 „Škorpion“
- Česká zbrojovka
  - Pistole vz. 27
  - Pistole vz. 50
  - Pistole vz. 70
  - Pistole vz. 83
- Davis D-32 Derringer
- Frommer STOP (modifikovaná verze tohoto náboje)
- Kel-Tec P-32
- Mauser HSc
- Mauser Model 1934
- NAA Guardian
- Remington 51
- Sauer 38H
- Savage Pocket Model 1907
- Seecamp LWS 32
- SIG Sauer P230/232
- Taurus Model 132
- Walther
  - Walther PP
  - Walther PPK
- Zastava M70

## Synonyma názvu
Náboj 7,65 mm Browning bývá uváděn pod dalšími názvy:
- .32 ACP
- .32 Automatic
- .32 ASP
- .32 Auto Colt
- .32 Automatic Pistol
- .32 Colt Automatic
- .32 – 7,65 mm
- 7,65 × 17 mm
- 7,65 × 17,5 mm
- 7,65 × 17,5 Browning
- 7,65 mm ACP
- 7,65 mm Mauser
- 7,65 mm Browning m. 1897
- 7,65 mm Browning m. 1900
- 7,65 mm pistolový náboj č. 19
- 7,65 mm pistolový náboj 260 (h)
- 7,65 mm pist. patr. 260 (h)
- 7,65 mm pro pistole Browning, Mauser, Beretta
- 7,65 (32) Automatik
- 30 Browning
- DWM 479, 479 A, 479 C
- GR 619

## Historické zajímavosti
Tento náboj, vedle požití jedu, použil Hitler při své sebevraždě.
Pistoli na tento náboj používal člen skupiny třetího (protikomunistického) odboje Josef Mašín ml.